# Afrofulvius
Afrofulvius is een geslacht van wantsen uit de familie van de Miridae (Blindwantsen). Het geslacht werd voor het eerst wetenschappelijk beschreven door Gorczyca in 2000.

## Soorten
Het genus is monotypisch en bevat alleen de volgende soort:

- Afrofulvius heissi Gorczyca, 2000